# Podwierzbie (powiat garwoliński)
Podwierzbie – wieś sołecka  w Polsce położona w województwie mazowieckim, w powiecie garwolińskim, w gminie Maciejowice. W latach 1975–1998 miejscowość należała administracyjnie do województwa siedleckiego.
| SIMC    | Nazwa     | Rodzaj    |
| ------- | --------- | --------- |
| 0680673 | Przy Wale | część wsi |

Wierni Kościoła rzymskokatolickiego należą do parafii św. Jadwigi Śląskiej w Samogoszczy.

## Historia
W czasie okupacji niemieckiej mieszkająca we wsi rodzina Pokorskich udzieliła pomocy Henrykowi Prajs. W 1983 roku Instytut Jad Waszem podjął decyzję o przyznaniu Katarzynie i Stanisławowi Pokorskim tytułu Sprawiedliwych wśród Narodów Świata.